# Nyíribrony
Nyíribrony är en ort (by) i provinsen Szabolcs-Szatmár-Bereg i östra Ungern. Orten har 1 065 invånare (2024), på en yta av 20,09 km². Den ligger cirka 19,5 kilometer nordost om Nyíregyháza.